# Skyline SL-231

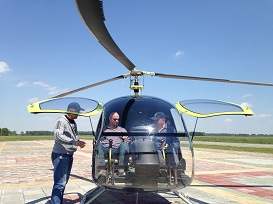
scout team

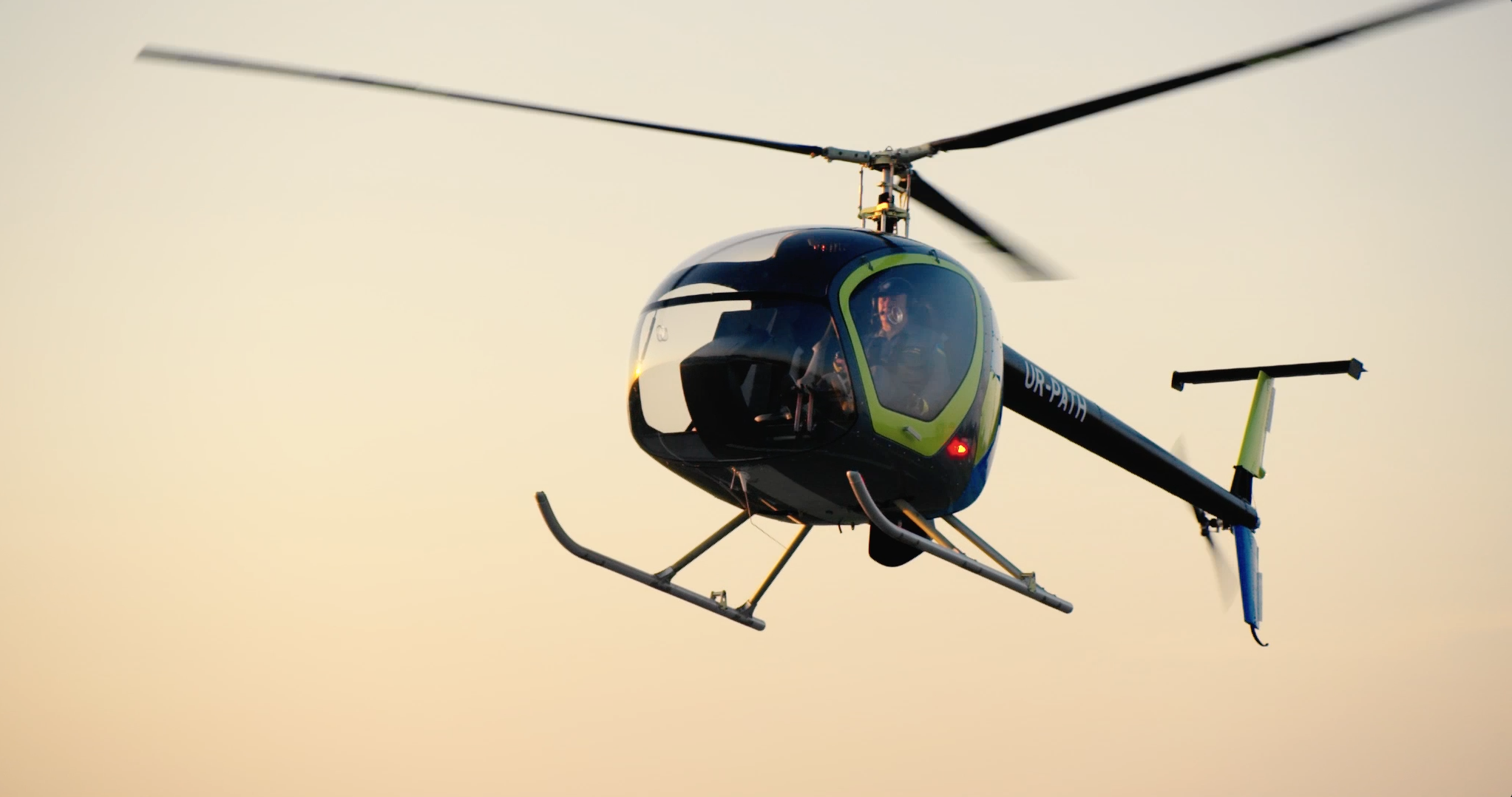
Вертоліт SCOUT у польоті

SL-231 Scout — український багатоцільовий легкий вертоліт. Розроблений колективом конструкторського бюро «Горизонт 12» на авіаційному заводі в Київській області.
Вертоліт розроблений відповідно до АП-27 (FAR-27).

## Історія
Розробка вертольота почалася в 2012 році. Перший прототип був представлений на IX Міжнародному авіаційно-космічному салоні Авіасвіт-XXI в Києві. Перший льотний екземпляр було зібрано в 2014 році і піднято в повітря 9 січня 2015 року (льотчик-випробувач Томілін В. А.). Раніше колективом «Горизонт 12» було піднято в повітря двомісний вертоліт SL-222.

## Конструкція
Вертоліт має одногвинтову схему з трилопасним несучим гвинтом. Рульовий гвинт дволопасний. Безпустотна конструкція лопастей несучого гвинта забезпечує кращі механічні властивості лопасті, крім того, дозволяє уникнути накопичення вологи всередині лопастей, що відкриває можливість експлуатації SL-231 в країнах з вологим кліматом. Каркас вертольота являє собою клепану конструкцію з дюралюмінієвого сплаву.
Силова установка — авіаційний двигун Lycoming IO-390 (210 к.с.). Двигун SL-231 оснащений регулятором частоти обертання вала двигуна (гувернером). Регулятор забезпечує автоматичну підтримку заданої частоти обертання валу двигуна в польоті без участі пілота, що важливо для зменшення втоми пілота, підвищення комфортності польоту і зниження витрати палива.
Крісла SL-231 представляють собою композитну енергопоглинаючу конструкцію; крісла комплектуються чотирьохточковим інерційним ременем німецької компанії SCHROTH Safety.
Під кабіною знаходиться енергопоглинаюче шасі. Крім того, енергопоглинання полозків шасі посилено за рахунок застосування амортизаторів, це забезпечує безпечну посадку пілотів навіть на максимальній швидкості авторотації.

На SL-231 застосований цифровий борт: прилади європейського виробника Kanardia.

## Льотно технічні характеристики
Льотні дані
- Двигун (кіль-ть, тип, марка) 1 x Lycoming IO-390[en]
- Максимальна швидкість, км/год — 209
- Крейсерська швидкість, км/год — 187
- Швидкопідйомність, м/сек — 8
- Статична стеля, м — 6190
- Практична дальність, км — 600
- Тривалість польоту, хв — 190

Розміри
- Довжина з гвинтом, м — 9.32
- Висота, м — 2.6
- Ширина, м — 1.97
- Ширина кабіни, м — 1.59
- Діаметр несучого гвинта, м — 8.16
- Діаметр хвостового гвинта, м — 1.2

Масові характеристики
- Макс. злітна маса, кг — 882
- Маса пустого вертольота, кг — 450

## Порівняння з аналогами
| Модель               | Країна    | Кількість місць | Потужність, к.с. | Максимальна злітна маса, кг | Корисне навантаження, кг | Максимальна швидкість, км/год | Дальність польоту, км | Ціна, тисяч дол. США                                          |
| -------------------- | --------- | --------------- | ---------------- | --------------------------- | ------------------------ | ----------------------------- | --------------------- | ------------------------------------------------------------- |
| АК1-3 «Слава»        | Україна   | 1-2             | 1 х 156          | 650                         | н/д                      | 186                           | 350                   | 150                                                           |
| Skyline SL-222       | Україна   | 2               | 2 х 90           | 637                         | н/д                      | 194                           | 550                   | 149                                                           |
| Skyline SL-231       | Україна   | 2-3             | 1 х 210          | 882                         | н/д                      | 209                           | 600                   | 195                                                           |
| Беркут-ВЛ            | Росія     | 2               | 1 х 147/150      | 785/830                     | н/д                      | 174/185                       | 600/820               | 200                                                           |
| Safari 400           | Канада    | 2               | 1 х 180          | 725                         | 181                      | 160                           | 400                   | 70-137(кіт набір, залежно від ступеня зборки)/168,8 (готовий) |
| Alpi Syton AH 130    | Італія    | 2               | 1 х 130          | 580                         | н/д                      | 190                           | н/д                   | 247                                                           |
| DF Helicopters DF334 | Італія    | 2               | 1 х 115          | 500                         | н/д                      | 150                           | 300                   | н/д                                                           |
| Heli-Sport CH-7      | Італія    | 2               | 1 х 115          | 450                         | 170/220                  | 190                           | 480                   | 115 (ціна набору для самостійної збірки)                      |
| Robinson R22         | США       | 2               | 1 х 131          | 635                         | 176                      | 190                           | 385                   | 270                                                           |
| Rotorway A600 Talon  | США       | 2               | 1 х 167          | 680                         | 243                      | 185                           | 320                   | 98 (ціна набору для самостійної збірки)                       |
| Sikorsky S-300       | США       | 2-3             | 1 х 190          | 930                         | н/д                      | 176                           | 325                   | 350                                                           |
| Eagle Helicycle      | США       | 1               | 1 х 150          | 386                         | н/д                      | 177                           | 257                   | 38.5                                                          |
| Guimbal Cabri G2     | Франція   | 2               | 1 х 145          | 700                         | н/д                      | 185                           | 700                   | 375                                                           |
| Cicaré CH-12         | Аргентина | 2               | 1 х 180          | 700                         | н/д                      | 205                           | н/д                   | н/д                                                           |